# 種族 (奇幻)
種族指的是在奇幻作品中、具有理智及團體生活的人種或物種，由於是虛構作品的產物，與現實世界的種族特性會有所不同。種族不同於奇幻生物或怪物，特徵會隨著作品的不同而有所差異。

## 概要
在現實世界中，分辨人種的方式是根據生理特徵、及社會文化因素。各種人種的差異不大，能簡單的和其他生物區別。但在傳奇和奇幻文學中的虛構種族極具多樣性，奇幻種族和奇幻生物的差異有些曖昧。在《奇幻文學寫作的10堂課》中曾給予以下定義：
- 生理上的相似性：每個種族都有各自獨特的外貌，精靈一般不會長得像矮人。該種族是否長得像人類不是重要因素。
- 人口：獨一無二的生物不能稱為種族。但也有作品描寫面臨滅絕的種族，這類種族即使僅存一人，過去仍有一定的數量。
- 生育：能繁殖後代，包含性別及家庭關係。
- 理智：有智慧及思想，有非單純生理需求的動力。
- 文化：與純生理需求無關的社會性事物，例如信仰、藝術、語言等事物。

在這五個標準中，理智和文化特別重要。是區別奇幻種族和生物、怪物的決定性因素。
有很多種族取自於傳說生物，並被各個作者改為自己想要的形式。藉由作品中的角色言行給予種族鮮明的形象，並成為後人創作的典範。其中約翰·托爾金所創作的《魔戒》、《哈比人歷險記》、《精靈寶鑽》是奇幻文學的經典作品，其中的許多種族形象，對後世創作帶來極大影響。而第一個桌上角色扮演遊戲《龍與地下城》中的許多種族，亦影響了後來的許多角色扮演遊戲創作。然而，這些種族是人類經年累月創作的虛構存在，沒有絕對正確的形象。隨著作家設定的作品世界觀，即使種族名稱相同，也可能有所不同。:148~149:88~189
奇幻作家在創作時，可能會考慮現實因素、以增加作品的真實性。例如以物理角度來看，有翼人的翅膀在現實中是飛不起來的，作者可能會對生理結構做額外設定，或說明是用魔法輔助飛行。在社會方面，各種外形差異極大的種族生活在同一地區，就會出現現實人類不會有的生活問題，例如半身人因身材矮小、去餐廳就需要兒童用椅；而有翼人因背後有翅膀，就需要無靠背的椅子。現實人類可能因人種、出身地不同而有群居某地、組成互助組織，在作品中亦可能有特定種族居住的地區，例如「矮人街」之類設定存在。而在人類歷史中，有時會因文化或價值觀發生衝突，甚至有歧視不同膚色、階級、宗教的人種、並迫害他們的事件。而在種族外形和文化都差異極大的奇幻作品中，這類糾紛可能更常見。

## 亞人
亞人（Demi-human）是模樣類似人類但不是人類的種族之總稱，在一些創作中，亞人的地位比人類低。亞人依外觀可分為外表與人相同，但不是人類。例如矮人、巨人；具有人類和其他生物特徵的種族，例如人馬、人魚；或是像其他生物進化成人形般的種族，例如蜥蜴人。:10~11

## 混血兒
在奇幻作品中，不同的種族可能互相通婚或發生性關係，並生下混血兒。這類混血兒通常具有父母雙方的特徵，但可能被周遭的純種歧視。例如半精靈，《北歐神話》的半精靈被視為神與人的混血兒。《魔戒》的半精靈可自由選擇變成完全的人類或精靈，即使成為人類也比一般人長壽。《龍與地下城》的半精靈是後世創作的混血精靈的基礎。他們具有人類及精靈的特徵，能在雙方族群間往來，可能不被雙方社會所接納。半精靈的個性視其在人類或精靈居住地成長，通常其價值觀會和生長環境族群相同。由《龍與地下城》衍生出的小說《龍槍》的主角半精靈坦尼斯就被精靈族群歧視。但混血兒的特殊性頂多維持幾代，難以稱為種族。:182~183

## 分類
詳見Category:虛構種族